# I love you - Ama! ...e fa' ciò che vuoi
I Love You - Ama! ...e fa' ciò che vuoi è stato un programma televisivo in onda dal 2013 al 2015 su Rai Premium. La prima edizione è stata replicata su Rai 1 il sabato mattina dalle 11.15 alle 11.45.

## Il programma
Il programma raccontava alcune grandi storie d'amore di ogni tempo ponendole in intreccio e in parallelo con piccolissime storie d'amore colte fra la gente di passaggio in una stazione ferroviaria, significando così l'universalità dei sentimenti e delle pulsioni, e cogliendo criticamente le dinamiche di fondo delle questioni sentimentali. Erano inoltre presenti, con voce fuori campo su immagini di volti di passaggio, frasi colte dalla letteratura mondiale, a testimoniare come l'amore sia la più forte pulsione umana e abbia sempre spinto la ricerca e il racconto delle personalità più sensibili. Il programma ha debuttato il 30 dicembre 2013 su Rai Premium alle 23.00 per 6 puntate. Visto il grande successo ottenuto, il programma è stato replicato sulla rete nazionale Rai 1 al sabato mattina sempre per 6 puntate.
Nel 2015 vi è stata la seconda serie di 6 puntate in onda su rete d'origine e condotta in questo caso da Georgia Luzi.